# Кагыкин, Пётр Петрович
Пётр Петрович Кагыкин (1912—1951) — советский воин-артиллерист в годы Великой Отечественной войны, Герой Советского Союза (15.05.1946). Сержант.

## Биография
Пётр Кагыкин родился 12 (по новому стилю — 25) ноября 1912 года в селе Волчно-Бурлинское (ныне — Крутихинский район Алтайского края). Получил начальное образование, после чего работал подручным у сельского плотника, а позднее — плотником на строительстве Кузнецкого металлургического комбината. Когда комбинат был построен, Кагыкин стал работать на нём разливщиком металла. В 1933—1936 годах он проходил службу в Рабоче-крестьянской Красной Армии. В 1939 году Кагыкин переехал в село Ленинское Еврейской автономной области Хабаровского края.
В июне 1941 года он повторно был призван на военную службу. Первоначально служил в пограничных войсках на Дальнем Востоке: командир отделения в 63-м Биробиджанском пограничном отряде Дальневосточного пограничного округа.
Летом 1942 года добровольно вызвался отправиться на фронт. С октября 1942 года — на фронтах Великой Отечественной войны. Воевал на Брянском, Центральном, 1-м Белорусском фронтах. Сначала воевал стрелком, затем первым номером расчёта противотанкового ружья в одной из стрелковых дивизий. В 1943 году был ранен. После госпиталя зачислен в 1955-й истребительно-противотанковый артиллерийский полк 40-й отдельной истребительно-противотанковой артиллерийской бригады, в котором воевал до конца войны. Участвовал в битве на Курской дуге, Орловской операции, битве за Днепр, освобождении Белорусской ССР, Польши, боях в Германии. В боях два раза был ранен.
В апреле 1945 года заместитель командира орудия 1955-го истребительно-противотанкового артиллерийского полка 40-й отдельной истребительно-противотанковой артиллерийской бригады 79-го стрелкового корпуса 3-й ударной армии 1-го Белорусского фронта сержант Пётр Кагыкин особо отличился во время штурма Берлина. 28 апреля 1945 года, находясь в составе штурмовой группы, Кагыкин одним из первых переправился через реку Шпрее. Во время боёв на берлинских улицах в этот день он уничтожил 2 немецких фаустника и одного автоматчика. При штурме рейхстага 30 апреля 1945 года в составе одной из штурмовых групп при очищении подвала от противника лично уничтожил автоматным огнём 12 солдат и захватил 6 пленных. Затем он вместе с группой бойцов водрузил красный флаг над рейхстагом.
Указом Президиума Верховного Совета СССР от 15 мая 1946 года за «образцовое выполнение боевых заданий командования и проявленные мужество и героизм в боях с немецкими захватчиками» сержант Пётр Кагыкин был удостоен высокого звания Героя Советского Союза с вручением ордена Ленина и медали «Золотая Звезда» за номером 8966.
В декабре 1945 года П. Кагыкин был демобилизован, после чего вернулся в Ленинское. Позднее из-за тяжелой болезни переехал в Москву, но жизнь спасти ему врачи не смогли. Герой скончался 25 декабря 1951 года. Похоронен на Ваганьковском кладбище Москвы.
Был также награждён орденами Красной Звезды (21.01.1944) и Славы 3-й степени (27.10.1944), рядом медалей.

## Память
- В честь Петра Кагыкина названы улицы на его малой Родине в селе Волчно-Бурлинском Алтайского края и в Ленинском Еврейской АО[2].
- 15 мая 1975 года постановлением Совета Министров СССР пограничной заставе «Ленинская» в Дальневосточном пограничном округе присвоено имя Героя. На заставе установлен бюст Героя и создан уголок его памяти.
- В 2015 году его имя было увековечено на отдельном гранитном пилоне Аллеи Героев в Сквере Победы в Биробиджане[4], а также на мемориале в Хабаровске.